# Niżnia Sucha Przełęcz
Niżnia Sucha Przełęcz (1508 m) – płytka przełęcz w grzbiecie oddzielającym Dolinę Strążyską od Doliny Białego w Tatrach Zachodnich. Znajduje się pomiędzy Suchą Czubką a Klasztorami – grupą turniczek po południowej stronie Suchego Wierchu (1539 m). Wschodnie stoki przełęczy opadają do Doliny Suchej (górna część Doliny Białego), na zachodnią stronę spod przełęczy na Wielką Rówień w górnej części Doliny Strążyskiej opada Jeleni Żleb. Rejon przełęczy porasta las.